# Gideon Weigert
Gideon Weigert (hebräisch גִּדְעוֹן וַיְגֶּרְט Gidʿōn Wajgerṭ; geboren 12. Mai 1919 in Hamburg; gestorben 22. Mai 2001 in Omer, Israel) war ein deutscher Emigrant während der Zeit des Nationalsozialismus, ein israelischer Agrarwissenschaftler, Journalist, Autor und Menschenrechtler zu Gunsten der Drusen und anderer Araber, insbesondere in den von Israel nach dem Siebentagekrieg besetzten Gebieten Palästinas.

## Familie
Er war der zweite von drei Söhnen des promovierten Hamburger Chemie-Unternehmers Walter Eliezer Weigert (geboren 3. März 1883 in Brandenburg an der Havel; gestorben 12. September 1952 in Haifa, Israel), auch als Walter Louis Weigert verzeichnet, und dessen Ehefrau Käthe (geboren 12. Januar 1894 in Bremen; gestorben 1952 in Illinois, Vereinigte Staaten), geborene Hildesheimer. Sein Vater war der Besitzer der von ihm 1912 gegründeten Chemischen Fabrik Dr. Weigert in Hamburg, die bis heute besteht. 
Seine Eltern hatten am 6. Juli 1914 in Hamburg geheiratet; Trauzeugen waren deren Väter, der Kaufmann Hermann Hildesheimer und der Kaufmann Joseph Weigert. Gideons Geschwister waren sein älterer Bruder Theodor Ruben (geboren 7. Juli 1916 in Hamburg; gestorben 29. April 2015 im Kibbuz Dalja, Israel), nach Emigration Reuven, und sein jüngerer Bruder Ernst Benjamin (geboren 20. Dezember 1924 in Hamburg; gestorben 25. März 1985 in Beʾer Scheva, Israel).
Gideon Weigert heiratete die Lehrerin, Psychologin und Autorin Mazal Attiah (geboren 25. Dezember 1912 in Damaskus; gestorben 17. Dezember 2002 in Omer, Israel). Aus der Ehe gingen zwei Kinder hervor, Roni (1940–2008) und Talia.

## Schule, Ausbildung und Studium
Gideon Weigert besuchte zunächst das Heinrich-Hertz-Realgymnasium (heute: Heinrich-Hertz-Schule) in Hamburg-Eimsbüttel, bevor er am 24. August 1932 in die Untertertia (Jahrgangsstufe 8) des von Martin Luserke geleiteten reformpädagogischen Landerziehungsheims Schule am Meer auf die ostfriesische Insel Juist wechselte. Nach der Machtabtretung an die Nationalsozialisten verließ er das Internat in der Obertertia (Jahrgangsstufe 9) am 20. Juli 1933, um zusammen mit seiner Familie nach Palästina zu emigrieren.
Nach seinem Schulabschluss studierte Gideon Landwirtschaft an der Landwirtschaftsschule von Ben Shemen und Viehzucht in Chadera und gehörte dem Kibbuz Sarid an. Während seines Studiums lebte er jedoch bei einer palästinensischen Familie in Haifa, um die arabische Sprache zu erlernen. Als sein Kibbuz ihm ein Studium der Arabistik verweigerte, trat er aus, studierte 1941/1942 an der Arabischen Lehrerbildungsanstalt Khulliyyat al-Nahda seines Lehrers Khalil as-Sakakini in Jerusalem und wurde deren erster jüdischer Absolvent. Von 1942 bis 1945 studierte er Arabische Literatur und Islamische Philosophie am Institut für Orientalische Studien der Hebräischen Universität in Jerusalem.
Weigert promovierte mit dem Thema The Khalwatiya in Egypt in the 18th century – A nucleus for Islamic revival.

## Beruflicher Werdegang
Parallel zu seinem Studium arbeitete er bereits als Journalist für eine arabische Wochenzeitschrift und eine arabische Zeitung in Jaffa. Als erster Jude wurde er für den arabischen Rundfunk in Jerusalem tätig. Von 1945 bis 1967 arbeitete er für The Palestine Post bzw. ab 1950 für deren Spin-off The Jerusalem Post. Ab 1960 berichtete er über die Probleme des arabischen Bevölkerungsteils (Araber und Drusen) in Israel und ab 1967 über die nach dem Sechstagekrieg von Israel besetzten Gebiete und den Aspekt der Menschenrechte. Am 1. Mai 1970 reiste er nach Genf, um dort vor dem UN-Komitee als Augenzeuge über Menschenrechtsverletzungen in den von Israel besetzten Territorien Palästinas auszusagen. 1972 unternahm er eine Vortragsreise nach Europa. Sowohl er als auch seine Ehefrau Mazal Weigert (als Autorin: Mazal Vaigert) veröffentlichten eine ganze Reihe von Büchern. Gideon Weigert verstarb im Alter von 82 Jahren.

## Werke (Auszug)
- Days and nights in the old city – Sketches of Arab life in Jerusalem. Martin Feuchtwanger, Edition Olympia, Tel Aviv OCLC 52404253
- Eye witness – The testimony of Gideon Weigert before the United Nations special committee to investigate the practices affecting human rights of the population of the occupied territories. The Israel academic committee on the Middle East (Hrsg.), Jerusalem 1970, OCLC 255606463
- Human rights in the Israeli administered territories. Israel Communications, Jerusalem 1971, OCLC 1073732
- Life under Israel occupation. Jerusalem Post Press, Jerusalem 1972, OCLC 1116233794
- Whoso killeth a believer. Israel Communications, Jerusalem 1972, OCLC 641105986
- Israel’s presence in East Jerusalem. Selbstverlag, Jerusalem 1973, OCLC 842164
- Arabs and Israelis – Life together. Selbstverlag, Jerusalem 1973, OCLC 904780640
- Israel’s minorities at a turning point. Manuskript, Jerusalem 1974, OCLC 560996216
- Was die Palästinenser sagen. 1975, OCLC 233664139
- Sie werden nie mehr zurückblicken – Wie sich die Flüchtlinge im Gazastreifen selber rehabilitieren. Selbstverlag, Jerusalem 1975, OCLC 247351031
- The Histadruth in East Jerusalem – Seven years of trial and error (1967–1974). Selbstverlag, Jerusalem 1975, OCLC 78790863
- Housing for East Jerusalem. Selbstverlag, Jerusalem 1975, OCLC 827085007
- Sie pflügen neue Felder – Die Geschichte von Bauern im Westufergebiet 1970 - 1975. Selbstverlag, Jerusalem 1976, OCLC 312301009
- Völkerverständigung am Krankenbett – Arabisch-israelische Zusammenarbeit in der Medizin. Jerusalem Post Press, Jerusalem 1976, OCLC 233664633
- Training for a brighter future – The story of vocational training in the West Bank and Gaza. Selbstverlag, Jerusalem 1976, OCLC 1004861647
- Flourishing deserts. The „Green Revolution“ in the Gaza Strip. Selbstverlag, Jerusalem 1977, OCLC 233664204
- The Histadrut’s Arab members. Histadrut ha-kelalit shel ha-ʻovdim be-Erets-Yiśraʼel. International Department (Hrsg.), Tel Aviv 1982, OCLC 694368310
- The Khalwatiya in Egypt in the 18th century – A nucleus for Islamic revival (הח'לותיה במצרים במאה ה-18 אולפנה להתחדשות באסלאם). Dissertation, Hebräische Universität Israel, 1989, OCLC 179701624
- My life with the Palestinians (Autobiographie). Jerusalem Times, Yuval Press, Jerusalem 1997, OCLC 39186564